# Medalha John Scott
A Medalha John Scott (em inglês:  The John Scott Legacy Medal and Premium), criada em 1816, é uma medalha concedida a homens e mulheres cujas invenções melhoraram o "conforto, bem-estar e felicidade da espécie humana" de forma significativa. Desde 1919 o Board of Directors of City Trusts of Philadelphia fornece a medalha, recomendada por um comitê consultivo.
Em 1822 as primeiras medalhas foram dadas a treze pessoas da Philadelphia Society for Promoting Agriculture gerida pelo Philadelphia City Council.
O farmacêutico John Scott de Edinburgh organizou um fundo de US$ 4.000 que, após sua morte em 1815 foi administrado por um comerciante até a primeira premiação em 1822, uma medalha de cobre e "uma quantia não excedendo vinte dólares". Na época, com esta quantia era possível comprar um boi ou uma enciclopédia de doze volumes. Centenas de pessoas já receberam a medalha do Philadelphia City Council, que decide a partir da lista anual de nominados elaborada pelo Instituto Franklin.
A maior parte das medalhas foram dadas a invenções em ciências e medicina. Dentre famosos recipientes estão:
Marie Curie,
Thomas Edison,
os Irmãos Wright,
Nikola Tesla,
Edwin Land,
Jonas Salk,
Irving Langmuir,
Benoît Mandelbrot,
Robert Burns Woodward,
Glenn Theodore Seaborg,
Edgar Sharp McFadden,
Frederick Banting,
Humberto Fernández Morán,
Luis Walter Alvarez,
Guglielmo Marconi, William T. Bovie,
John Bardeen,
Kary Mullis,
Alexander Fleming,
Lyle Goodhue,
Ralph Lawrence Brinster e
Richard Smalley.
Em 2010 a medalha foi concedida a Christian James Lambertsen.
Em 2013 a medalha foi concedida ao bioquímico e biofísico Peter Leslie Dutton e a dois médicos pesquisadores de defeitos de nascimento, N. Scott Adzick e Robert L. Brent.